# Jeon Ji-yoon
Dans ce nom coréen, le nom de famille, Jeon, précède le nom personnel.
Jeon Ji-yoon (coréen : 전지윤) née Jeon Ji Yun le 15 octobre 1990 à Séoul, est une chanteuse et danseuse sud-coréenne. Elle était membre du girl group 4Minute.

## Biographie
Elle est diplômée de Byeongjeom High School et poursuit actuellement des études de musique postmoderne à l'Université Kyung Hee.

### Carrière
4Minute
Elle rejoint les 4Minute en mai 2009, retenue en même temps que Kwon So-hyun et Heo Ga-yoon, sous le label de la Cube Entertainment.
Leur premier single s'intitule Hot Issue et est sorti le 18 juin 2009, la promotion a duré jusqu'au mois d’août. Fin août 2009, le girl group sort un mini-album, For Muzik, avec la chanson-titre For Muzik. Elles remportent ensuite une récompense pour ce single. Peu de temps après la sortie de For Muzik, le groupe met en vente leur troisième single, What A Girl Wants.
Après la dissolution de 4minute en 2016, elle change de label et signe un contrat chez JS E&M. Elle sort son single Day and Night le 2 novembre 2016 sous le pseudonyme Jenyer.

### Activités en solo
Le 15 octobre 2009, elle fait un featuring avec la chanteuse Woo Yi Kyung, peu connue, pour son album Look At Me, avec une chanson du même nom.
Le 13 avril 2010, Ji-yoon forme un duo avec Lee Hyori sur le single Bring It Back pour son album H-Logic, avec également Bekah des After School.
Elle participe à l'OST du drama d'MBC My Princess, avec la chanson Oasis, le 7 février 2011.
Le 5 juillet 2011, Jeon Ji-yoon sort le single Downtown feat Kim Hyuna, pour son album Bubble Pop!, publié le même jour.
Elle rejoint l'émission de KBS Immortal Song 2 en juin 2011 pour remplacer Song Ji-eun du girl group Secret, qui effectue la promotion de leur nouvel album japonais. Le producteur du show a déclaré : « J'ai vu que la voix de Ji-yoon est plus charmante que celle de Gayoon, chanteuse principale de leur groupe. » Dans ce show, des chanteurs professionnels doivent interpréter un titre pour par la suite être jugés par un jury de 200 personnes. Elle a chanté We Meet Again dans l'épisode diffusé le 15 juillet 2011. Avec la chanson I (Nan), Ji-yoon remporte un prix dans cette émission, avec DJ Koo, (interprétée à l'original par Kyu Hyun des Super Junior et Son Ho Young du boys band G.o.d.).
Auparavant connu pour ses cheveux très courts et ses lunettes sur-dimensionnées, les médias coréens l'ont surnommé « long-hair transformation » en septembre 2011, et font éloge en 2012 de son nouveau look, « sexy et innocente » (섹시 하면서도 청순).
Le 2 novembre 2016 elle sort un single Day and Night.

## 2YOON
Le 22 décembre 2011, les directeurs du label Cube Entertainment annoncent la sortie d'un nouveau girl group composée de deux membres des 4Minute, Ga-yoon et Ji-yoon. On apprend peu après que le groupe - ou plutôt sous-unité - se nomme 2YOON (faisant référence à l'effectif et leur nom de scène). Le groupe sort le mini album Harvest Moon le 17 janvier 2013, ayant pour chanson phare 24/7.

## Discographie

### Duos et solos
| Année | Titre de l'album        | Chanson       | Durée       | Artiste(s)                 |
| ----- | ----------------------- | ------------- | ----------- | -------------------------- |
| 2009  | Look At Me              | Look At Me    | 03:50       | Duo avec Woo Yi Kyung      |
| 2010  | H-Logic                 | Bring It Back | 03:15       | Duo avec Lee Hyori & Bekah |
| 2011  | MBC My Princess (drama) | Oasis         | 02:46       | Solo                       |
| 2011  | Bubble Pop!             | Downtown      | 03:24       | Duo avec Kim Hyuna         |
| 2016  | Day and Night           | I Do / Magnet | 3:36 / 3:39 | Solo                       |

## Télévision
- 2011 : Immortal Song 2 - Elle-même (show TV)